# Jozefina Topalli
Jozefina Çoba Topalli, née le 26 novembre 1963 à Shkodër, est une femme politique albanaise.
Elle est la présidente de l'Assemblée d'Albanie de 2005 à 2013, et la vice-présidente du Parti démocrate d'Albanie.

## Biographie
Jozefina Çoba Topalli étudie les relations internationales et l'administration publique, notamment. Elle parle couramment l'anglais, le russe, le français et l'italien.
De 1992 à 1995, elle travaille à la Chambre de commerce de Shkodër, puis est maîtresse de conférences à l'université de Shkodër, dont elle est diplômée.
Aux élections législatives de 1996, Topalli est élue députée pour le compte du Parti démocrate d'Albanie. Elle y est ensuite réélue à quatre reprises. Elle a été notamment membre des commissions des Affaires sociales, de la Santé et de la Famille. Elle sert de 1997 à 2005 comme vice-présidente de l'Assemblée. En 1996, Topalli est nommée vice-présidente de son parti. Elle est membre de l'Assemblée parlementaire du Conseil de l'Europe depuis 2002.
En septembre 2005, Jozefina Topalli est nommée présidente de l'Assemblée d'Albanie. Elle est le sixième président depuis l'avènement de la démocratie 1991, et la première femme à occuper ce poste. Elle y est réélue en septembre 2009 pour un deuxième mandat de quatre ans. À ce poste, elle s'engage accélérer la ratification de l'Accord de stabilisation et d'association entre l'Albanie et l'Union européenne, ainsi que dans l'adhésion du pays à l'OTAN, réalisée en 2009. Elle soutient également la reconnaissance de la République du Kosovo. 
Jozefina Topalli reçoit en 2010 le prix de la paix de la Fondazione Mediterraneo,. 